# Neanthes sandiegensis
Neanthes sandiegensis är en ringmaskart som beskrevs av Fauchald 1977. Neanthes sandiegensis ingår i släktet Neanthes och familjen Nereididae. Inga underarter finns listade i Catalogue of Life.